# Hans Heysen
Sir Hans Heysen (nome completo: Wilhelm Ernst Hans Franz Heysen; Amburgo, 8 ottobre 1877 – Hahndorf, 2 luglio 1968) è stato un pittore australiano di origine tedesca, divenuto famoso per i suoi acquerelli che ritraggono il bush australiano e per aver vinto il Wynne Prize per ben nove volte.

## Biografia
Dopo aver vissuto i primi anni di vita in Germania, a 6 anni Heysen emigrò con tutta la famiglia ad Adelaide, in Australia, nel 1884. Da ragazzino Heysen mostrò un precoce interesse verso l'arte. A 14 anni abbandonò gli studi e lavorò presso una ferramenta; in seguito intraprese anche gli studi artistici serali, nel suo tempo libero, presso l'Art School.
Nel 1912 Heysen, dopo aver raccolto risparmi a sufficienza attraverso i suoi quadri, comprò una proprietà chiamata "The Cedars", vicino ad Hahndorf nelle Adelaide Hills, dove soggiornò fino alla morte, avvenuta nel 1968 all'età di 90 anni.
In suo onore, nello stato australiano dell'Australia Meridionale fu creato un sentiero, che va sotto il nome di Heysen Trail.
Anche sua figlia, Nora Heysen, è stata una celebre artista.

## Wynne Prize
Heysen vinse il Wynne Prize nove volte. Le sue opere vincitrici furono:
- 1904 -  Mystic Morn
- 1909 -  Summer (acquerello)
- 1911 -  Hauling Timber
- 1920 - Toilers (acquerello)
- 1922 - The Quarry (acquerello)
- 1924 -  Afternoon in Autumn (acquerello)
- 1926 -  Farmyard, Frosty Morning
- 1931 -  Red Gums of the Far North (acquerello)
- 1932 -  Brachina Gorge